# Żywki Małe
Żywki Małe est un village polonais de la voïvodie de Varmie-Mazurie, dans le powiat de Giżycko.